# Heterospathe
Heterospathe é um género botânico pertencente à família Arecaceae.

## Espécies seleccionadas
- Heterospathe annectens
- Heterospathe arfakiana
- Heterospathe breviaculis
- Heterospathe caqayensis
- Heterospathe califrons
- Heterospathe clemensiae

1. ↑  «Heterospathe — World Flora Online». www.worldfloraonline.org. Consultado em 19 de agosto de 2020